# 佩列特納河
58°33′27″N 33°28′04″E / 58.55750°N 33.46778°E
佩列特納河（俄语：Перетна），是俄羅斯的河流，位於該國西北部諾夫哥羅德州，屬於姆斯塔河的左支流，河道全長39公里，流域面積905平方公里，河畔城鎮有奧庫洛夫卡。